# 東奧克布拉夫-布盧凱恩鎮區 (阿肯色州克萊縣)
東奧克布拉夫-布盧凱恩鎮區（英語：East Oak Bluff-Blue Cane Township）是位於美國阿肯色州克萊縣的一個行政鎮區。

## 地方資料
東奧克布拉夫-布盧凱恩鎮區的面積為145.97平方千米，當中陸地面積為145.90平方千米，而水域面積為0.07平方千米。根據2010年美國人口普查的數據，當地共有人口1527人，而人口密度為每平方千米10.46人。